# Plazmin
Plazmín, tudi fibrinolizín, je proteolitični encim v krvi, ki razgrajuje različne plazemske beljakovine, vključno s fibrinom v krvnih strdkih. Razgradnjo fibrina imenujemo fibrinoliza. Pri človeku kodira beljakovino plazmin (oziroma njegovo proencimsko obliko plazminogen) gen PLG.

## Vloga
Plazmin, aktivna oblika plazminogena, ima ključno vlogo v fibrinolizi (razgradnji fibrina) in s tem razgradnji krvnih strdkov. Ustrezno uravnavanje aktivacije plazminogena je nujno za nadzor hemostaze. Pri fibrinolizi se razkraja fibrin v krvnih strdkih, iz njega nastajajo topni produkti in s tem se ohranja prehodnost žilja. Prekomerna aktivacija plazmina pa lahko vodi tudi v hude krvavitve.
Poleg fibrinolize se plazmin kot proteaza vpleta tudi v nekatere druge procese v telesu, in sicer aktivira kolagenaze in nekatere posrednike v sistemu komplementa ter oslabi steno Graafovega folikla, kar vodi v ovulaciji. Plazmin je tudi vpleten v proces vnetja.

## Aktivacija plazmina
V krvnem obtoku je prisoten plazminogen, proencimska oblika plazmina, in sicer se tam nahaja v zaprti, za aktivacijo odporni konformaciji. Ob vezavi plazminogena na krvni strdek ali površino celice se njegova konformacija spremeni v odprto obliko, ki jo lahko aktivirajo različni encimi, kot so tkivni aktivator plazminogena (tPA), aktivator plazminogena urokinaznega tipa (uPA), kalikrein in faktor XII (Hagemanov faktor). Fibrin ima vlogo kofaktorja pri aktivaciji plazminogena s tkivnim aktivatorjem plazminogena. Pri aktivaciji z aktivatorjem plazminogena urokinaznega tipa ima vlogo kofaktorja receptor  aktivatorja plazminogena urokinaznega tipa (uPAR). Pri pretvorbi plazminogena v plazmin pride do cepitve peptidne vezi med Arg-561 in Val-562.